# جسر ريتشموند-سان رافاييل

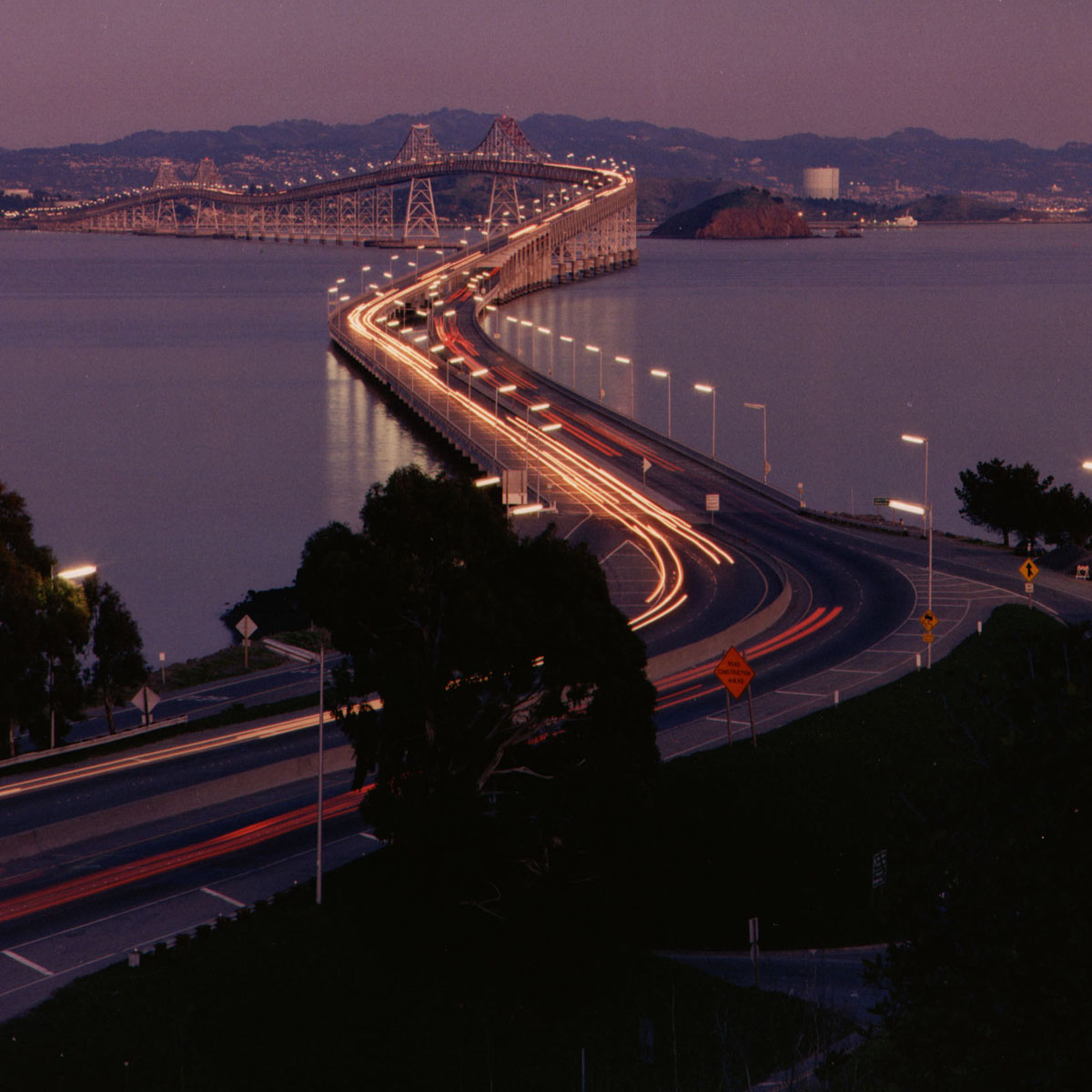
جسر ريتشموند-سان رافاييل

جسر ريتشموند-سان رافاييل جسر يقع في خليج سان فرانسيسكو بالولايات المتحدة الأمريكية، وهو يصل بين مدينتي ريتشموند وسان رافاييل.